# 夏戀之外的故事
《夏戀之外的故事》是2015年由越南導演潘登颐所執導電影作品，並獲選為第65屆柏林影展正式競賽片。

## 劇情
1990年代末期，在西貢的大學主修攝影的阿武，與室友兼好友宥勝恣意徜徉青春的生活，與成群結黨的兄弟逞鬥熱血與熱情；有一天，宥勝帶著性感舞孃海雲走入兩人曖昧的友誼，海雲一舉一動都撩撥著宥勝勃發的情慾，也讓阿武初嘗嫉妒的滋味，卻又同時無可自拔地拜伏於海雲的美之下。

## 演員
- Lê Công Hoàng - 阿武
- Trương Thế Vinh - 宥勝
- 杜氏海燕 - 海雲

## 外部連結
- 互联网电影数据库（IMDb）上《夏戀之外的故事》的资料（英文）
- Yahoo奇摩電影上《夏戀之外的故事》的資料（繁體中文）